# 歯の物理的損傷
歯の物理的損傷（はのぶつりてきそんしょう）とは、口腔内において物理的刺激を受けることにより、歯に損傷が発生すること。通常起こりえる物として、咬耗症、摩耗症、歯折、歯の脱臼や脱落等がある。このほか、放射線治療などが原因で発生する放射線障害がある。